# Cacosternum boettgeri
Cacosternum boettgeri is een kikkersoort uit de familie van de Pyxicephalidae. De soort werd voor het eerst wetenschappelijk beschreven door George Albert Boulenger in 1882. Hij noemde ze naar de Duitse herpetoloog Oskar Boettger. Oorspronkelijk werd de wetenschappelijke naam Cacosternum boettgeri gebruikt.
De soort komt voor in grote delen van zuidelijk Afrika, onder meer in Namibië en Zuid-Afrika (ten noorden van de Steenbokskeerkring), alsook in hooglanden van Ethiopië. De populaties in Kenia en Tanzania worden beschouwd als behorende tot Cacosternum plimptoni. Mogelijk dienen de populaties in Ethiopië ook als een aparte soort te worden beschouwd.
De soort leeft in grasland en droge savanne. De kikkers broeden in ondiep water. De totale lichaamslengte van snuit tot anus bedraagt negentien millimeter. De lokroep van het mannetje lijkt op het geluid van castagnetten